# Jake Lee
Lee Che-gyong (hangeul :이 체경), né le 19 janvier 1989 à Kitami dans la préfecture d'Hokkaidō, est un catcheur (lutteur professionnel) sud-coréo-japonais (zainichi), plus connu sous le nom de Jake Lee.

## Carrière

### Retour à la All Japan Pro Wrestling (2015-2022)

#### Retour et Nextream (2015-2017)
Il participe ensuite au World's Strongest Tag Determination League avec Kento Miyahara, ou ils remportent quatre matchs pour une défaites, se qualifiant pour la finale du tournoi. Le 18 décembre, ils perdent en finale contre Get Wild (Takao Omori et Manabu Soya).
Le 17 juillet, lui et Naoya Nomura battent The Big Guns et remportent les AJPW World Tag Team Championship,.

#### Sweeper (2018-2019)
Le 18 juin, ils battent Kazumi Kikuta et Ryuichi Kawakami et remportent les AJPW All Asia Tag Team Championship pour la deuxième fois. Le 23 septembre, il remporte le Ōdō Tournament en battant en finale Kento Miyahara. Le 24 octobre, il perd contre Kento Miyahara et ne remporte pas le AJPW Triple Crown Heavyweight Championship.

#### Jin (2019-2020)
Le 21 décembre, lui, Koji Iwamoto et Naoya Nomura forment officiellement un clan nommée Jin . Le 3 janvier 2020, il perd contre Kento Miyahara et ne remporte pas le AJPW Triple Crown Heavyweight Championship. Le 23 mars, lui et Iwamoto perdent les AJPW All Asia Tag Team Championship contre Yankii Nichokenju (Isami Kodaka et Yuko Miyamoto).

#### Heel Turn et Total Eclipse (2021-2022)
Le 23 février 2021, il dissous Jin et rejoint les Enfants Terribles dont il devient le nouveau leader après que Shotaro Ashino est était viré du groupe, effectuant un Heel Turn pour la première fois de sa carrière,. Ils sont ensuite rejoint par TAIJIRI et le clan prend le nouveau nom de Total Eclipse.
Il intègre ensuite le Champion Carnival, qu'il remporte le 3 mai en battant Kento Miyahara en finale. Le 26 juin, il bat Kento Miyahara et Yuma Aoyagi dans un Tomoe Battle Match et remporte le vacant AJPW Triple Crown Heavyweight Championship,,. Le 22 juillet, il conserve son titre contre Shotaro Ashino.
Le 28 décembre, il est obligé de rendre le titre vacant à cause d'une fracture nasale et une seconde de la paroi médiale de l’orbite gauche,.
Le 19 juin, il bat Kento Miyahara et remporte le AJPW Triple Crown Heavyweight Championship pour la deuxième fois. Le 14 juillet, il perd son titre contre Suwama.

### Pro Wrestling NOAH (2023-2024)
Lors de NOAH The New Year, il effectue ces débuts à la Pro Wrestling NOAH en venant féliciter Jack Morris après la victoire de ce dernier contre Timothy Thatcher. Le 17 janvier, lui et Morris annoncent la création du clan "Good Looking Guys" aux côtés d'Anthony Greene.Les trois effectuent leur premier match officiel en tant que groupe le 22 janvier 2023, où ils battent Masa Kitamiya, Daiki Inaba et Yoshiki Inamura (en) dans un Six Man Tag Team Match.
Lors de Voyage 2023 In Yokohama, il bat Kaito Kiyomiya et remporte le GHC Heavyweight Championship,. Lors de Green Journey In Sendai 2023, il conserve son titre contre Katsuhiko Nakajima. Lors de Majestic 2023, il conserve son titre contre Naomichi Marufuji. Lors de All Together Again, lui, Tadasuke et Yo-Hey battent Just 5 Guys (Sanada, Taka Michinoku et Yoshinobu Kanemaru). Lors de Green Journey 2023 In Nagoya, il conserve son titre contre Takashi Sugiura. Il participe ensuite au N-1 Victory avec un record de quatre victoires, deux matchs nul et une défaite contre Kenoh qui lui coûte une place en finale du tournoi. Lors de Grand Ship 2023 in Nagoya, il conserve son titre contre Gō Shiozaki,. Lors de Demolition Stage 2023 In Fukuoka, il perd son titre contre Kenoh qui met fin à son régne de 223 jours.

## Palmarès
- All Japan Pro Wrestling
  - 2 fois AJPW Triple Crown Heavyweight Championship
  - 2 fois AJPW All Asia Tag Team Championship avec Koji Iwamoto
  - 1 fois AJPW World Tag Team Championship avec Naoya Nomura
  - Nemuro Shokudō Cup 6-Man Tag Tournament (2017) avec Kento Miyahara et Yuma Aoyagi[37]
  - Ōdō Tournament (2019)
  - Champion Carnival (2021)

- Pro Wrestling Noah
  - 1 fois GHC Heavyweight Championship

## Récompenses des magazines
- Pro Wrestling Illustrated

| Année | 2016 | 2017 | 2018       | 2019 | 2020 | 2021 | 2022 | 2023 | 2024 |
| ----- | ---- | ---- | ---------- | ---- | ---- | ---- | ---- | ---- | ---- |
| Rang  | 412  | 349  | Non classé | 339  | 133  | 46   | 34   | 23   | 78   |